# Campylocentrum
Campylocentrum es un género de raras orquídeas epifitas o de hábito terrestres, originarias de Centroamérica y Sudamérica.

## Distribución
Hay cerca de sesenta especies de Campylocentrum dispersas en toda la América tropical  y subtropical.  Alrededor de la mitad de las especies se encuentran en Brasil.

## Descripción
Se trata de un tipo de micro-orquídeas crecientemente monopodial, epífitas o terrestre, que incluye especies morfológicas que rara vez se encuentran entre las orquídeas, como es la ausencia de hojas. Estas características, comunes a muy pocos géneros , nos permiten identificar fácilmente este género.  Sin embargo, en la mayoría de las especies de Campylocentrum las  flores son pequeñas y muy similares, por lo que muchas veces se hace difícil identificar una especie en particular.
En el aspecto de la vegetación se puede dividir en tres grupos diferentes. El primero está formado por plantas que se componen sólo de las raíces.  Sus tallos y hojas se atrofiaron  y son difíciles de identificar. En este grupo, las raíces tienen clorofila y realizan las funciones de las hojas.
El segundo grupo, representado por el menor número de especies, posee tallos parecidos a raíces, pero sin hojas, o con hojas atrofiadas dísticas que se asemejan a  escamas. En este grupo de  especies sólo se producen en Brasil Campylocentrum poeppigii (Rchb.f.) Rolfe.
Finalmente, las plantas con apariencia más común, semejante a  Renanthera en miniatura, con hojas alternas, grandes o pequeñas, generalmente planas, largas y a veces cilíndrica, las raíces adventicias gruesas y los tallos leñosos.  Sus tallos pueden crecer a lo largo de unos pocos años. Pero por lo general tienden a producir sus brotes de las secciones más antiguas, de igual forma que las plantas monopodiales.  Algunas de las especies en este grupo puede presentar crecimiento  fasciculado. Este es el grupo más grande en Brasil.
La inflorescencia de Campylocentrum es generalmente breve, con las flores dispuestas a sólo uno o los dos lados. Estas son muy pequeñas, por lo general con color blanco, crema o ligeramente rosado.  Su labio está provisto de un espolón corto, recto o curvo, como en todos los miembros de la tribu Angraecinae. De hecho, las flores, a pesar de su pequeño tamaño, se asemejan mucho a las flores de Angraecum.  La columna de las flores es corta y tiene dos cerosas polinias. 

## Taxonomía
El género fue  propuesto por Bentham en el Journal of the Linnean Society, Botany 18(110): 337 en 1881 para sustituir al género Todaroa propuesto por Rich. & Galeotti en la descripción de la especie tipo Todaroa micrantha.  El género Todaroa no es válido porque es el mismo nombre creado por Parl. para un género de la familia Apiaceae.
Etimología
El nombre de este género se deriva de la latinización de dos palabras griegas: καμπύλος (Kampyle), que significa "torcido" y κέντρον, que significa "punta" o "picar", refiriéndose al espolón que existe en el borde de las flores.

## Especies deCampylocentrum
1. Campylocentrum aciculatum (Rchb.f. & Warm.) Cogn., Fl. Bras. 3(6): 516 (1906).
2. Campylocentrum acutilobum Cogn., Fl. Bras. 3(6): 510 (1906).
3. Campylocentrum amazonicum Cogn., Fl. Bras. 3(6): 521 (1906).
4. Campylocentrum apiculatum Schltr., Repert. Spec. Nov. Regni Veg. 27: 84 (1929).
5. Campylocentrum ariza-juliae Ames, Bot. Mus. Leafl. 6: 23 (1938).
6. Campylocentrum aromaticum Barb.Rodr., Contr. Jard. Bot. Río de Janeiro 4: 103 (1907).
7. Campylocentrum asplundii Dodson, Orquideologia 19: 79 (1993).
8. Campylocentrum bonifaziae Dodson, Orquideologia 22: 191 (2003).
9. Campylocentrum brachycarpum Cogn., Fl. Bras. 3(6): 512 (1906).
10. Campylocentrum brenesii Schltr., Repert. Spec. Nov. Regni Veg. Beih. 19: 268 (1923).
11. Campylocentrum callistachyum Cogn., Fl. Bras. 3(6): 514 (1906).
12. Campylocentrum colombianum Schltr., Repert. Spec. Nov. Regni Veg. Beih. 7: 205 (1920).
13. Campylocentrum cornejoi Dodson, Orquideologia 22: 192 (2003).
14. Campylocentrum crassirhizum Hoehne, Arq. Bot. Estado São Paulo, n.s., f.m., 1: 44 (1939).
15. Campylocentrum densiflorum Cogn., Fl. Bras. 3(6): 511 (1906).
16. Campylocentrum ecuadorense Schltr., Repert. Spec. Nov. Regni Veg. Beih. 8: 171 (1921).
17. Campylocentrum embreei Dodson, Orquideologia 19: 81 (1993).
18. Campylocentrum fasciola (Lindl.) Cogn., Fl. Bras. 3(6): 520 (1906).
19. Campylocentrum gracile Cogn., Fl. Bras. 3(6): 513 (1906).
20. Campylocentrum grisebachii Cogn., Fl. Bras. 3(6): 522 (1906).
21. Campylocentrum hasslerianum Hoehne, Arq. Bot. Estado São Paulo, n.s., f.m., 1: 23 (1938).
22. Campylocentrum helorrhizum (Dod) Nir, Orchid. Antill.: 59 (2000).
23. Campylocentrum hirtellum Cogn., Fl. Bras. 3(6): 521 (1906).
24. Campylocentrum hirtzii Dodson, Icon. Pl. Trop., II, 5: t. 409 (1989).
25. Campylocentrum hondurense Ames, Schedul. Orchid. 5: 37 (1923).
26. Campylocentrum huebneri Mansf., Notizbl. Bot. Gart. Berlin-Dahlem 10: 382 (1928).
27. Campylocentrum huebnerioides D.E.Benn. & Christenson, Icon. Orchid. Peruv.: t. 408 (1998).
28. Campylocentrum iglesiasii Brade, Arq. Serv. Florest. 1(2): 2 (1941).
29. Campylocentrum intermedium (Rchb.f. & Warm.) Rolfe, Orchid Rev. 11: 245 (1903).
30. Campylocentrum latifolium Cogn., Fl. Bras. 3(6): 509 (1906).
31. Campylocentrum linearifolium Schltr. ex Mansf., Repert. Spec. Nov. Regni Veg. 24: 246 (1928).
32. Campylocentrum madisonii Dodson, Icon. Pl. Trop., II, 5: t. 410 (1989).
33. Campylocentrum micranthum (Lindl.) Rolfe, Orchid Rev. 9: 136 (1901).
34. Campylocentrum microphyllum Ames & Correll, Bot. Mus. Leafl. 10: 88 (1942).
35. Campylocentrum minus Fawc. & Rendle, J. Bot. 47: 127 (1909).
36. Campylocentrum minutum C.Schweinf., Amer. Orchid Soc. Bull. 17: 108 (1948).
37. Campylocentrum natalieae Carnevali & I.Ramírez, BioLlania, Ed. Espec. 6: 282 (1997).
38. Campylocentrum neglectum (Rchb.f. & Warm.) Cogn., Bull. Herb. Boissier, II, 1: 425 (1901).
39. Campylocentrum organense (Rchb.f.) Rolfe, Orchid Rev. 11: 245 (1903).
40. Campylocentrum ornithorrhynchum (Lindl.) Rolfe, Orchid Rev. 11: 246 (1903).
41. Campylocentrum pachyrrhizum (Rchb.f.) Rolfe, Orchid Rev. 11: 246 (1903).
42. Campylocentrum panamense Ames, Orchidaceae 7: 88 (1922).
43. Campylocentrum parahybunense (Barb.Rodr.) Rolfe, Orchid Rev. 11: 246 (1903).
44. Campylocentrum pauloense Hoehne & Schltr., Arch. Bot. São Paulo 1: 297 (1926).
45. Campylocentrum pernambucense Hoehne, Arq. Bot. Estado São Paulo, n.s., f.m., 1: 22 (1938).
46. Campylocentrum poeppigii (Rchb.f.) Rolfe, Orchid Rev. 11: 246 (1903).
47. Campylocentrum polystachyum Rolfe, Orchid Rev. 11: 245 (1903).
48. Campylocentrum pubirhachis Schltr., Anexos Mem. Inst. Butantan, Secç. Bot. 1(55): 67 (1922).
49. Campylocentrum pugioniforme (Klotzsch) Rolfe, Orchid Rev. 11: 245 (1903).
50. Campylocentrum puyense Dodson, Orquideologia 22: 195 (2003).
51. Campylocentrum pygmaeum Cogn. in I.Urban, Symb. Antill. 4: 183 (1903).
52. Campylocentrum rimbachii Schltr., Repert. Spec. Nov. Regni Veg. Beih. 8: 172 (1921).
53. Campylocentrum robustum Cogn., Fl. Bras. 3(6): 509 (1906).
54. Campylocentrum schiedei (Rchb.f.) Benth. ex Hemsl., Biol. Cent.-Amer., Bot. 3: 292 (1884).
55. Campylocentrum schneeanum Foldats, Bol. Soc. Venez. Ci. Nat. 22: 274 (1961).
56. Campylocentrum sellowii (Rchb.f.) Rolfe, Orchid Rev. 11: 246 (1903).
57. Campylocentrum spannagelii Hoehne, Arq. Bot. Estado São Paulo, n.s., f.m., 1: 22 (1938).
58. Campylocentrum steyermarkii Foldats, Acta Bot. Venez. 3: 316 (1968).
59. Campylocentrum tenellum Todzia, Ann. Missouri Bot. Gard. 72: 877 (1985).
60. Campylocentrum tenue (Lindl.) Rolfe, Orchid Rev. 11: 246 (1903).
61. Campylocentrum tyrridion Garay & Dunst., Venez. Orchids Ill. 2: 54 (1961).
62. Campylocentrum ulaei Cogn., Fl. Bras. 3(6): 514 (1906).
63. Campylocentrum wawrae (Rchb.f. ex Beck) Rolfe, Orchid Rev. 11: 246 (1903).
64. Campylocentrum zehntneri Schltr., Repert. Spec. Nov. Regni Veg. 21: 342 (1925).